# ツェッペリン・シュターケン E.4/20
ツェッペリン・シュターケン E.4/20
ツェッペリン・シュターケン E.4/20
- 用途：旅客機
- 設計者：アドルフ・ロールバッハ
- 製造者：ツェッペリン飛行船会社シュターケン製作所
- 初飛行：1920年9月
- 生産数：1機
- 生産開始：1920年
- 運用状況：退役

ツェッペリン・シュターケン E.4/20（Zeppelin-Staaken E-4/20）は1920年に製作されたドイツの旅客機である。全金属の応力外皮構造を採用し先進的な機体であった。
第一次世界大戦中に一連の巨人爆撃機Rシリーズを製造したツェッペリン・シュターケン（Zepplin Werke Staaken または Zepplin-Werke GmbH）の最後の機体となった。4基のマイバッハ6気筒直列水冷エンジン(260HP)で固定ピッチプロペラを駆動された単葉機である。肩翼配置の主翼は半片持ち翼で、胴体と頑丈な固定脚から張り線で支持された。背が高く幅狭い胴体が特徴で、最大18人の乗客が登場できたキャビンの両側には窓が設けられた。第一次世界大戦敗戦後の1920年9月に連合国の士官の立会いの下で試験飛行が行われたが、連合国によって生産販売は許可されることはなく、試作機は廃棄された。

## 性能・主要諸元
※使用単位についてはWikipedia:ウィキプロジェクト 航空/物理単位も参照
- 乗員：4名
- 乗客：12-18名
- 全長：16.6m
- 翼幅：31m
- 翼面積：106.0 m2
- 発動機：マイバッハ IVa
- 最大速度：230 km/h
- 航続距離：1200 km